# Circuit (magazine)
Circuit est le magazine officiel de l'Ordre des traducteurs, terminologues et interprètes agréés du Québec. Destiné aux professionnels de la traduction ainsi qu'au grand public, il est publié quatre fois par année depuis 1983. Il s'intéresse notamment aux réalités professionnelles de la traduction et aux champs spécialisés de la traduction. Les articles publiés par la revue peuvent être pertinents à la recherche universitaire en traductologie dans la mesure où ils constituent un discours officiel et institutionnel sur la traduction. Le rédacteur en chef actuel de la revue est le professeur Philippe Caignon de l'Université Concordia. 